# Rainbach im Innkreis
Rainbach im Innkreis est une commune autrichienne du district de Schärding en Haute-Autriche.